# Janusz Plota
Janusz Plota (ur. 21 listopada 1957 w Miastku) – polski malarz, artysta współczesny, autor tekstów o sztuce, dr sztuki. Twórczość z zakresu malarstwa, rysunku, sztuki architektonicznej, instalacji i performance. 

## Życiorys
Absolwent Wydziału Fotografii Artystycznej Państwowego Liceum Sztuk Plastycznych w Gdyni Orłowie.
Studiował w Państwowej Wyższej Szkole Sztuk Plastycznych w Gdańsku (od 1996 r. nazwa uczelni: Akademia Sztuk Pięknych w Gdańsku) w pracowni prof. Kiejstuta Bereźnickiego i prof. Kazimierza Ostrowskiego, dyplom uzyskał w pracowni prof. Kazimierza Ostrowskiego w 1986 roku. Specjalizacja w pracowni malarstwa ściennego u prof. Andrzeja Dyakowskiego.
Artysta jest założycielem Formacji Sztuki Tranzytowej w 1992 r., której manifest został zaprezentowany na pokazie Transitart podczas Międzynarodowego Sympozjum Truso w Galerii EL w Elblągu w 1993 r.

## Ważniejsze wystawy i pokazy indywidualne (wybór)
- 1984 „Janusz Plota” – malarstwo – Galeria Wlot, Gdańsk
- 1987 „Janusz Plota” – malarstwo – Galeria Promocyjna, BWA, Sopot
- 1992 „Sztuka czasu-czas sztuki” – obiekty, malarstwo, instalacja – Galeria 85, Gdańsk
- 1992 „Malarstwo, instalacja” – Centrum Sztuki, Galeria EL, Elbląg
- 1992 „Malarstwo, obiekt tranzytowy” – Zeidler Art Gallery, Gdańsk
- 1993 Festiwal performance „Demarkacja czasu” – Galeria El, Elbląg
- 1995 Pokaz „Dokumentacja przestrzeni” – Pracownia Rotacyjna, Gdańsk
- 1996 Pokaz „Dokumentacja Miasta Pracownia I” – Gdańsk
- 1996 Pokaz – Galeria Buschgraben – Berlin, Niemcy
- 1996 Pokaz „Pracownia II” – Berlin, Niemcy
- 1997 „Sztuka odnaleziona. Dokumentacja 1000” – malarstwo – Galeria Mała, Gdańsk
- 2000 „Sztuka odnaleziona. Dokumentacja 2000” – obiekty, malarstwo, performances – Centrum Sztuki SOLVAY, Kraków
- 2001 „Sztuka tranzytowa – Nowy wymiar 2001” – malarstwo, obiekty – Galeria DAP – Warszawa
- 2002 „Odkrywanie tożsamości” – malarstwo – Galeria Alternatywa, Gdańsk[2]
- 2003 Pokaz – Hotel Haffner, Sopot
- 2003 Pokaz „Znak archetypiczny" – CSW Łaźnia, Gdańsk
- 2004 „Odnajdywanie Miasta” – obiekty malarskie, obiekt – Galeria Elektor, Mazowieckie Centrum Kultury i Sztuki, Warszawa
- 2005 „Dokument tranzytowy. Dokumentacja sztuki transgranicznej” – Galeria Tranzytowa Ogarna
- 2006 „Janusz Plota” – malarstwo, obiekty – Bergdala Konstgalleri – Szwecja

## Ważniejsze wystawy i pokazy zbiorowe (wybór)
- 1986 „Malarze Gdańscy” – malarstwo – Galeria ZPAF, Łódź
- 1987 „Papier '87” – grafika – Galeria 85, Gdańsk
- 1988 „XIV Festiwal Polskiego Malarstwa Współczesnego” – malarstwo – BWA, Szczecin
- 1989 „Pokaz sztuki stosowanej” – obiekty – Pracownia Rotacyjna, Gdańsk
- 1990 „Triennale Sztuki Gdańskiej” – malarstwo – BWA, Sopot
- 1991 „Przegląd” – malarstwo – BWA, Sopot, Hamburg, Bremenhaven, Niemcy
- 1992 „W teatrze” – malarstwo – Teatr Wybrzeże, Gdańsk
- 1992 Międzynarodowe sympozjum „Truso” – malarstwo – Galeria EL, Elbląg
- 1992 Sympozjum Tranzytowe, Stegna, Gdańsk
- 1992 Muzeum Historii Miasta Gdańska – obiekt – otwarcie Dworu Artusa
- 1993 „Pięciu” – malarstwo – Galeria Promocyjna, Muzeum Narodowe, Gdańsku
- 1993 „Sztuka jest kodem, nie gwarą” – malarstwo, obiekty – Muzeum w Lęborku
- 1993 Międzynarodowe sympozjum „SIAC” – malarstwo – Pałac Sztuki, Kraków
- 1993 „I Festiwal Performance” – obiekty, performances – Galeria EL, Elbląg
- 1993 Transitart 1993 – instalacja, manifest tranzytowy – Galeria El, Elbląg
- 1994 „Biblia we współczesnym malarstwie polskim” – malarstwo, instalacja tranzytowa – Muzeum Narodowe, Gdańsk
- 1994 „Formacja Sztuki Tranzytowej” – Galeria Rotacyjna, Gdańsk
- 1994 „Obraz inflacji, inflacja obrazu” – obiekt malarski – Muzeum w Lęborku
- 1994 „Figura, Forma, Znak” – malarstwo, obiekt – Galeria Arche, Gdańsk
- 1994 „Festiwal Sztuki Sakralnej” – malarstwo – BWA, Częstochowa
- 1994 „Heretycy Gdańscy” – obiekt – Galeria Delikatesy Avantgarde, Gdańsk
- 1995 „Sympozjum tranzytowe Pracownia I” – obiekt, manifest, Gdańsk
- 1995 „Sympozjum tranzytowe. Pracownia II” – obiekt, manifest, Berlin, Niemcy
- 1996 Festiwal „Gaude Mater” – malarstwo – Świątynia Ewangelicko-Augsburska, Częstochowa
- 1996 „Polska 2000. Gdańsk 1000” – Galeria Arche, Gdańsk
- 1996 „33+3” – obiekt malarski – Muzeum Narodowe, Gdańsk
- 1998 „J. Plota, M.Konieczny” – D.H. „Batory”, Gdynia
- 1999 „Wieża Babel” – Galeria Strome Schody, Muzeum w Lęborku
- 2000 „Bez tytułu” – wystawa dedykowana prof. Kazimierzowi Ostrowskiem – malarstwo – Galeria „78”, Gdynia
- 2000 „Gdynia – Düsseldorf” – obiekty malarskie – Galeria 78, Gdynia
- 2000 „Gdyński Przegląd Artystyczny Lato 2000” – malarstwo – Galeria 78, Gdynia
- 2000 „Międzynarodowe Triennale Sztuki” – grafika – Majdanek
- 2001 „Sztuka Tranzytowa. Nowy Wymiar 2001” – malarstwo, obiekty – Galeria 78, Gdynia
- 2001 Międzynarodowy Festiwal Działań Teatralnych i Plastycznych Tczew/Europa
- 2001 „Człowiek u progu XXI wieku” – malarstwo – Galeria PGS, Sopot
- 2001 „Gdyński Przegląd Artystyczny” – malarstwo – Galeria 78, Gdynia
- 2002 „Sztuka gdańska” – obiekt – Galeria A, Starogard Gdański[3]
- 2002 „Krytycy” – malarstwo – Galeria Alternatywa, Gdańsk
- 2002 „Gdyński Przegląd Artystyczny 2002” – malarstwo – Galeria 78, Gdynia
- 2002 „Eco Art” – malarstwo – Galeria 78, Gdynia
- 2002 „Transitart 2002” – obiekty – CSW Galeria Solvay, Kraków
- 2002 „Citta di Laives 2002” – malarstwo – Włochy
- 2002 „Pokaz” – malarstwo – Międzynarodowe Centrum Targowe, Gdańsk
- 2003 „Międzynarodowe Targi Sztuki” – malarstwo – Sztokholm, Szwecja
- 2003 „Projekt 2003. Sztuka lotu, lot sztuki” – malarstwo, obiekty, wideo – Galeria Italienska Palatset, Växjö, Szwecja
- 2003 „Transitart 2003. Sztuka lotu, lot sztuki II” – obiekty tranzytowe, instalacja, malarstwo, wideo, performance – CSW Łaźnia, Gdańsk
- 2004 Otwarcie Projekt „Transitart 2004 – Växjö, Gdańsk, Taranto. Berlin. Pokaz TRANZYTOWY 2001–2004” – Studio, Ogarna, Gdańsk
- 2004 Międzynarodowa Konferencja „Proces Twórczy”, CSW Solvay, Kraków
- 2005 „Dokumentacja sztuki tranzytowej”, Galeria Traffic, Warszawa
- 2005 „Artyści Trójmiejscy” – obiekty – Galeria MM, Chorzów
- 2006 Międzynarodowy projekt „Humus Sztuki, Sztuka Humusu” Gdańsk, Paris, Växjö, Bergdala, Sztokholm, Berlin, Warszawa, Kraków
- 2006 Wystawa sztuki interaktywnej – CSW Solvay, Kraków
- 2006 Międzynarodowy Plener sztuki wizualnej – malarstwo, performance – Budy Lucieńskie
- 2006 „Wystawa sztuki niezależnej” – malarstwo, obiekty, performance – DK, Smolna, Warszawa
- 2006 Międzynarodowy plener sztuki wizualnej– malarstwo – Paris-Chateau des Arcis
- 2007 Wystawa „Lato, Naga Prawda” – malarstwo – MOK, Legionowo

## Nagrody i stypendia
- 1977 wyróżnienie w Konkursie fotograficzno-plastycznym
- 1977 III miejsce w Konkursie fotograficzno-plastycznym
- 1977 II nagroda w Ogólnopolskim Konkursie fotograficznym PCK
- 1984 III nagroda w Konkursie malarskim „Sopot '84”
- 1986 Stypendium Ministerstwa Kultury i Sztuki
- 1987 Stypendium Ministerstwa Kultury i Sztuki
- 2002 2’ Prize International Picture’s Competion „Citta di Laives” Edition, Włochy
- 2003 Stypendium Twórcze Marszałka Województwa Pomorskiego
- 2003 Stypendium Kulturalne Miasta Gdańska
- 2004 Stypendium Kulturalne Miasta Gdańska
- 2005 Stypendium Twórcze Marszałka Województwa Pomorskiego
- 2006 Stypendium Twórcze Marszałka Województwa Pomorskiego
- 2006 Stypendium Kulturalne Miasta Gdańska
- 2007 Stypendium Kulturalne Miasta Gdańska
- 2011 Nagroda Prezydenta Miasta Gdańska w Dziedzinie Kultury za stworzenie koncepcji sztuki tranzytowej oraz z okazji jubileuszu 25-lecia pracy artystycznej[4]
- 2016 Nagroda Prezydenta Miasta Gdańska w Dziedzinie Kultury z okazji jubileuszu 30-lecia pracy twórczej[4]
- 2021 Nagroda Prezydenta Miasta Gdańska w Dziedzinie Kultury z okazji jubileuszu 35-lecia pracy twórczej[4]